# Пеньков Олександр Михайлович
Олександр Михайлович Пеньков (11 квітня 1906, Катеринослав — 24 вересня 1968) — радянський науковець в області механіки, член-кореспондент АН УРСР (з 23 травня 1951 року), Заслужений діяч науки і техніки УРСР (з 1966 року), доктор технічних наук, професор.

## Біографія
Народився 11 квітня 1906 року в Катеринославі (нині Дніпро). В 1930 році закінчив Дніпропетровський гірничий інститут. Працював:
- в 1930–1937 роках у Дніпропетровському металургійному інституті;
- в 1933–1941 роках в Дніпропетровському університеті;
- в 1941–1958 роках в Інституті гірничої механіки АН УРСР;
- в 1948–1950 роках в Інституті будівельної механіки АН УРСР.

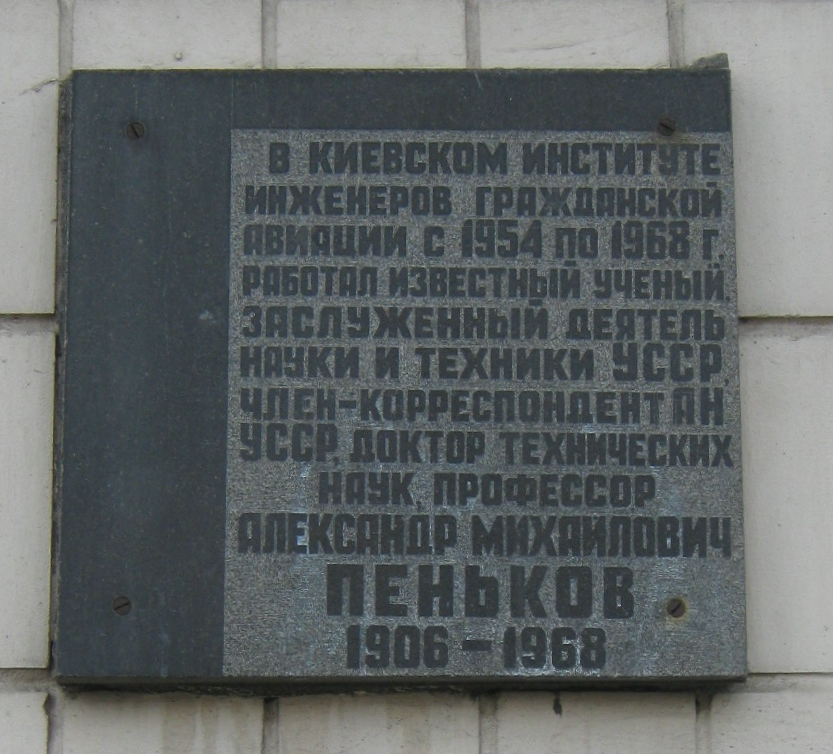
меморіальна дошка на корпусі НАУ

У 1942–1954 роках викладав в Уфімському авіаційному, Московському автодорожньому інститутах та Київському технологічному інституті харчової промисловості (з 1943 року — професор), з 1954 року — в Київському інституті інженерів цивільної авіації.
Помер 24 вересня 1968 року.

## Наукова робота
Дослідження стосуються теорії стійкості, теорії коливань, міцності і довговічності авіаційних конструкцій. Розробив теорію резонансу при квазігармонічних коливаннях. Створив узагальнений метод розрахунку на стійкість стрижневих систем. Вивчав питання теорії міцності конструкцій машин і споруд.